# Junco vulcani
Junco vulcani е вид птица от семейство Овесаркови (Emberizidae).

## Разпространение
Видът е разпространен в Коста Рика и Панама.